# Pedro Barbosa
Pedro Alexandre dos Santos Barbosa (Gondomar, 6 augustus 1970) – alias Pedro Barbosa – is een Portugees voormalig voetballer die speelde als aanvallende middenvelder. In 2005 beëindigde hij zijn loopbaan bij Sporting CP, waar hij sedert 1995 speelde.

## Clubcarrière
Pedro Barbosa speelde zijn gehele profcarrière in eigen land, vooreerst met SC Freamunde (1989–1991) en daarna Vitória Guimarães (1991–1995). Het meeste succes had Barbosa evenwel met zijn laatste club Sporting CP uit Lissabon. Met de linksvoetige Barbosa in de ploeg behaalde Sporting in het seizoen 1999/2000 haar eerste Primeira Liga-trofee sinds 1982. Ook in 2002 werd de spelmaker Portugees landskampioen met Sporting. Barbosa, die tien seizoenen lang voor Sporting uitkwam, had een groot aandeel. In totaal speelde hij, merendeels als draaischijf van het elftal, 259 competitieduels waarin hij 41 maal scoorde.
Barbosa stopte met voetballen nadat Sporting in 2005 de finale van de UEFA Cup verloor tegen het Russische CSKA Moskou.

## Interlandcarrière
Barbosa is een 22-voudig international voor het Portugees voetbalelftal, waarmee hij deelnam aan EURO 1996 in Engeland en het WK 2002 in Japan en Zuid-Korea.

## Erelijst
| Primeira Liga                 | 2x | 1999/00, 2001/02 |
| Taça de Portugal              | 1x | 2001/02          |
| Supertaça Cândido de Oliveira | 3x | 1995, 2000, 2002 |

1 Baía  ·
2 Secretário ·
3 Paulinho Santos ·
4 Oceano ·
5 Couto ·
6 Tavares ·
7 Paneira ·
8 Pinto ·
9 Sá Pinto ·
10 Costa ·
11 Cadete ·
12 Alfredo ·
13 Dimas ·
14 Barbosa ·
15 Domingos Paciência ·
16 Hélder ·
17 Porfírio ·
18 Folha ·
19 Sousa ·
20 Figo ·
21 Madeira ·
22 Rui Correia ·
Coach: Oliveira
1 Baía ·
2 J. Costa ·
3 Xavier ·
4 Caneira ·
5 Couto  ·
6 Sousa ·
7 Figo ·
8 Pinto ·
9 Pauleta ·
10 R. Costa ·
11 Conceição ·
12 Viana ·
13 Andrade ·
14 Barbosa ·
15 Nélson ·
16 Ricardo ·
17 Bento ·
18 Frechaut ·
19 Capucho ·
20 Petit ·
21 Gomes ·
22 Beto Severo ·
23 Jorge ·
Coach: Oliveira